# Lista președinților Statelor Unite ale Americii după prenume
Această pagină este o listă completă a președinților Statelor Unite ale Americii după prenume. 

## Președinții SUA aranjați alfabetic după primul nume folosit uzual
| - Abraham Lincoln - Andrew Jackson - Andrew Johnson - Barack Hussein Obama - Benjamin Harrison - Bill Clinton - Calvin Coolidge - Chester A. Arthur - Donald Trump - Dwight D. Eisenhower - Franklin Delano Roosevelt - Franklin Pierce - George H. W. Bush - George W. Bush - George Washington | - Gerald Ford - Grover Cleveland - Harry S. Truman - Herbert Hoover - James A. Garfield - James Buchanan - James K. Polk - James Madison - James Monroe - Jimmy Carter - Joe Biden - John Adams - John F. Kennedy - John Quincy Adams - John Tyler | - Lyndon B. Johnson - Martin Van Buren - Millard Fillmore - Richard Nixon - Ronald Reagan - Rutherford B. Hayes - Theodore Roosevelt - Thomas Jefferson - Ulysses S. Grant - Warren G. Harding - William Henry Harrison - William Howard Taft - William McKinley - Woodrow Wilson - Zachary Taylor |

## Președinții SUA aranjați alfabetic după primul nume oficial
| - Abraham Lincoln - Andrew Jackson - Andrew Johnson - Barack Hussein Obama - Benjamin Harrison - Chester Alan Arthur - Donald John Trump - Dwight David Eisenhower - Franklin Delano Roosevelt - Franklin Pierce - George Herbert Walker Bush - George Walker Bush - George Washington - Gerald Rudolph Ford, Jr. - Harry S. Truman | - Herbert Clark Hoover - James Abram Garfield - James Buchanan - James Earl Carter, Jr. - James Knox Polk - James Madison - James Monroe - John Adams - John Calvin Coolidge, Jr. - John Fitzgerald Kennedy - John Quincy Adams - John Tyler - Joseph Robinette Biden - Lyndon Baines Johnson - Martin Van Buren | - Millard Fillmore - Richard Milhous Nixon - Ronald Wilson Reagan - Rutherford Birchard Hayes - Stephen Grover Cleveland - Theodore Roosevelt - Thomas Jefferson - Thomas Woodrow Wilson - Ulysses Simpson Grant - Warren Gamaliel Harding - William Henry Harrison - William Howard Taft - William Jefferson Clinton - William McKinley - Zachary Taylor |

## Prenumele utilizat obișnuit față de cel oficial
Șase președinți au preferat să utilizeze cel de-al doilea prenume (în engleză middle name) sau să folosească diminutive în locul prenumelor lor oficiale:
- Joseph Robinette Biden a devenit doar Joe Biden,
- James Earl Carter, Jr. a devenit doar Jimmy Carter,
- William Jefferson Clinton a devenit Bill Clinton,
- John Calvin Coolidge, Jr. a devenit Calvin Coolidge,
- Stephen Grover Cleveland a devenit Grover Cleveland și
- Thomas Woodrow Wilson a devenit Woodrow Wilson.

## Multiple prenume
Au existat:
- de șase ori James,
- de cinci ori John,
- de patru ori William,
- de trei ori George, și
- de două ori Andrew, Franklin și Thomas.

| - James Madison - James Monroe - James Knox Polk - James Buchanan - James Abram Garfield - James Earl Carter, Jr. - John Adams - John Quincy Adams - John Tyler - John Calvin Coolidge, Jr. - John Fitzgerald Kennedy | - William Henry Harrison - William Howard Taft - William McKinley - William Jefferson Clinton - (născut William Jefferson Blythe, III) - George Washington - George Herbert Walker Bush - George Walker Bush | - Andrew Jackson - Andrew Johnson - Franklin Pierce - Franklin Delano Roosevelt - Thomas Jefferson - Thomas Woodrow Wilson |

## Prenume unice
Douăzeci și unu președinți ai Statelor Unite ale Americii au un prenume unic. 
| - Abraham Lincoln - Benjamin Harrison - Barack Hussein Obama - Chester Alan Arthur - Donald Trump - Dwight David Eisenhower - Gerald Rudolph Ford, Jr. - (născut Leslie Lynch King, Jr.) | - Harry S. Truman - Herbert Clark Hoover - Joseph Robinette Biden - Lyndon Baines Johnson - Martin Van Buren - Millard Fillmore - Richard Milhous Nixon - Ronald Wilson Reagan | - Rutherford Birchard Hayes - Stephen Grover Cleveland - Theodore Roosevelt - Ulysses Simpson Grant - (născut Hiram Ulysses Grant) - Warren Gamaliel Harding - Zachary Taylor |

## Frecvența primei litere a prenumelui

### Prenumele oficiale
| J: 12 W: 5 G: 4 A: 3 R: 3 | T: 3 F: 2 H: 2 M: 2 B: 2 | D: 2 C: 1 L: 1 S: 1 U: 1 Z: 1 |

- Nici unul din prenumele prezidențiale nu începe cu una din literele E, I, K, N, O, P, Q, V, X sau Y.

### Prenumele folosite în mod comun
| J: 11 G: 5 W: 5 A: 3 B: 3 | R: 3 C: 2 D: 2 F: 2 H: 2 | M: 2 T: 2 L: 1 U: 1 Z: 1 |

- Nici unul din prenumele prezidențiale folosite în mod comun nu începe cu una din literele E, I, K, N, O, P, Q, S, V, X ori Y.

## Lungime
- Rutherford este cel mai lung prenume prezidențial, 10 litere.
- Joe este cele mai scurt prenume prezidențial, doar trei litere.
- Lungimea medie a prenumelor prezidențiale este de 6.14 litere.